# Niamh Kavanagh
Niamh Kavanagh (ur. 13 lutego 1968 w Finglas w Dublinie) – irlandzka piosenkarka. Zwyciężczyni 38. Konkursu Piosenki Eurowizji (1993).

## Życiorys

### Kariera

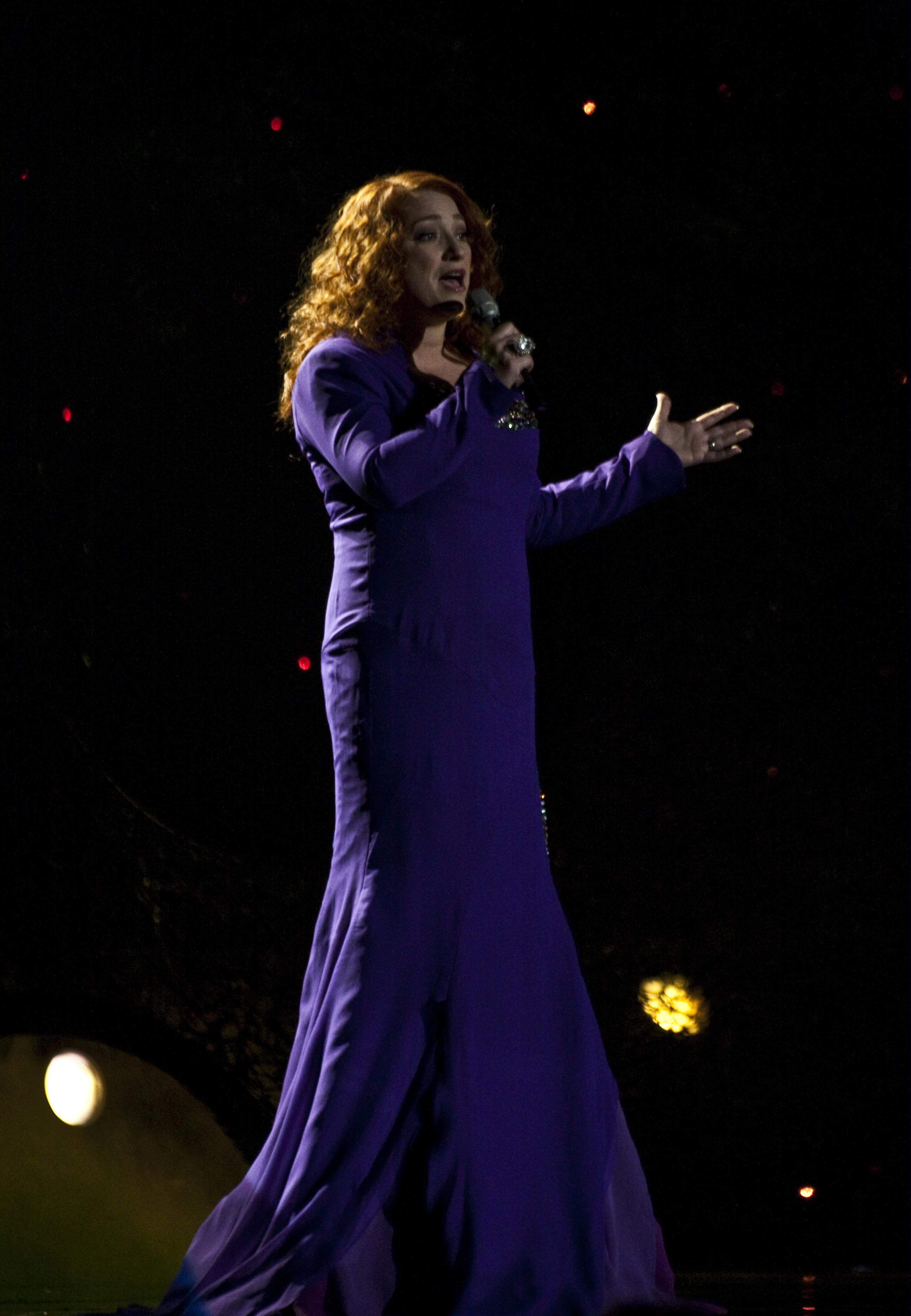
Kavanagh w 55. Konkursie Piosenki Eurowizji (2010)

W 1991 nagrała piosenki „Destination Anywhere” i „Do Right Woman, Do Right Man” na potrzeby oficjalnej ścieżki dźwiękowej do filmu Alana Parkera The Commitments.
W 1993 z piosenką „In Your Eyes” zgłosiła się do udziału w irlandzkich eliminacjach eurowizyjnych National Song Contest. W marcu wystąpiła w finale selekcji, który wygrała po zdobyciu 118 punktów od jurorów, dzięki czemu została reprezentantką Irlandii podczas 38. Konkursu Piosenki Eurowizji w Dublinie. 15 maja zaśpiewała jako 14. w kolejności w finale konkursu i zajęła pierwsze miejsce, zdobywszy 187 punktów. Singiel „In Your Eyes”  był najlepiej sprzedającym się singlem w Irlandii w 1993 i trafił na 24. miejsce brytyjskiej listy przebojów.
W 1995 wydała swój debiutancki album studyjny, zatytułowany Flying Blind. W kolejnych latach premierę miały jej kolejne płyty: Together Alone (1999; nagraną w duecie z Gerrym Carneyem) i Wonderdrug (2001). W 2010 z utworem „It’s for You” zwyciężyła w programie Eurosong 2010 i reprezentowała Irlandię w 55. Konkursie Piosenki Eurowizji w Oslo, w którego finale zajęła 23. miejsce. W trakcie występów na scenie towarzyszył jej chórek, w którego skład weszły m.in. jej kuzynki, Niamh i Nichala.

### Życie prywatne
Jej ojciec jest piosenkarzem i saksofonistą.
Wyszła za muzyka Paula Meghaeya, z którym ma dwóch synów, Jacka i Toma. Mieszka w Carrickfergus.

## Dyskografia
Albumy studyjne
- Flying Blind (1995)
- Together Alone (1998)
- Wonderdrug (2001)

Single
| Rok  | Piosenka                             | Pozycja na liście | Pozycja na liście | Pozycja na liście | Pozycja na liście |
| Rok  | Piosenka                             | IRE               | GER               | NL                | UK                |
| ---- | ------------------------------------ | ----------------- | ----------------- | ----------------- | ----------------- |
| 1993 | „In Your Eyes”                       | 1                 | 87                | 42                | 24                |
| 1994 | „Red Roses for Me” (z The Dubliners) | 13                | —                 | —                 | —                 |
| 1995 | „Flying Blind”                       | —                 | —                 | —                 | —                 |
| 1995 | „Romeo's Twin”                       | —                 | —                 | —                 | —                 |
| 1998 | „Sometimes Love”                     | —                 | —                 | —                 | —                 |
| 2010 | „It’s for You”                       | 8                 | —                 | —                 | —                 |
| 2011 | „A Fool for You No More”             | —                 | —                 | —                 | —                 |